# Truite fardée de Yellowstone
Sous-espèce
La truite de Yellowstone ou truite Fardée (Oncorhynchus clarki bouvieri) est une sous-espèce de truite à gorge coupée (Oncorhynchus clarkii) de la famille des salmonidés de l’ordre des Salmoniformes. La truite fardée est présente dans les cours d’eau en amont des chutes Shoshone Falls sur la rivière Snake River ainsi que dans ses affluents. On en retrouve également dans le lac Yellowstone et dans la rivière Yellowstone et ses affluents.
Cette truite est prisée par les pêcheurs à la mouche car elle se nourrit essentiellement d’insectes, contrairement à d’autres truites introduites qui préfèrent la se nourrir de petits poissons. Elle peut être reconnue des autres espèces de truites grâce à ses taches noires plus importantes et par sa coloration grise, dorée ou cuivrée. La taille adulte varie de 15 à 65 centimètres en fonction des facteurs abiotiques (température d'eau, taille de la rivière, ressource alimentaire, altitude etc.).
Leur zone d’habitat s’est réduite à la suite de la surpêche et de la destruction de leur habitat causée par l’exploitation minière et l’urbanisation. Des espèces introduites comme la truite arc-en-ciel (Oncorhynchus mykiss) ont également joué un rôle défavorable. Des sécheresses récentes ont asséché en partie plusieurs petits cours d’eau de la région ce qui facilitait leur capture par des oiseaux migrateurs comme les pélicans. Ce phénomène a considérablement affecté les populations de truites fardée dans la région de Yellowstone. Toutes les truites fardée pêchées dans le parc national de Yellowstone doivent être obligatoirement relâchées mais ce n’est pas toujours le cas en dehors du parc.